# Anisocentropus salsus
Anisocentropus salsus är en nattsländeart som först beskrevs av Betten 1909.  Anisocentropus salsus ingår i släktet Anisocentropus och familjen Calamoceratidae. Inga underarter finns listade i Catalogue of Life.